# عجیب‌ترین مردم جهان
عجیب‌ترین مردم جهان: چگونه غرب از نظر روانی عجیب و غریب و مرفه شد (انگلیسی: The WEIRDest People in the World) کتابی است در سال ۲۰۲۰ توسط جوزف هنریش استاد دانشگاه هاروارد که هدف آن توضیح تاریخ و تنوع روان‌شناختی با رویکردهایی از فرگشت فرهنگی و روان‌شناسی فرگشتی است.
«عجیب و غریب» به معنی غربی بودن، تحصیل کرده، صنعتی، ثروتمند و دموکرات است.